# 樋浦勉
樋浦 勉（ひうら べん、1943年〈昭和18年〉1月25日 - ）は、日本の俳優、声優。東京府（現：東京都）出身。劇団青年座所属。
娘に声優の樋浦茜子がいる。

## 来歴・人物
玉川学園高等部卒業、劇団俳優座養成所出身。劇団俳優座、劇団自由劇場、黒テント、六月劇場、境事務所を経て、2004年から劇団青年座所属。
昭和18年（1943年）の戦時下に生まれる。当時はまだ戦乱の最中にあり、父が台湾から復員するまで新潟に疎開していたが、樋浦自身は乳幼児であったため、自身の記憶には残っていない。後に台北へ移住した後、3歳になる直前に終戦となる。約1年後には台北から帰国する一番最後の船に乗船するものの、はしけが怖くて降りられず泣き出していたところを見知らぬ男性が抱えて降ろしてくれたといい、その頃から記憶があると述べている。
終戦の記憶については「田舎でしたから、終戦らしい記憶はないですね」と語っている。その後は貧しい生活ではなかったものの、父が帰ってくるまでは母子で祖母の家に居候しており、封建的な地域だったことから嫁は女中よりも下に見られる風潮が根強かったため、母は苦労したという。
父との再会後、一家で札幌に移住する。後に父が東京に転勤になり、一家で吉祥寺に在住する。その後も引越しをしたが自身に物心がついて東京人になったと実感したのは、玉川中学校で寄宿舎に入ってからだとしている。
子供の頃は幾度も引越しを経験したものの、中学校1年から単身寄宿舎に入ったことの方が、引越しよりも精神的での自身の人格形成に影響が大きかったと述べており、「当時は早く大人になりたいと誰しもが思っていたんですよ。『ガキっぽいのは嫌だ』『早くヒゲが生えてほしい』という感じでしたから、背伸びしてたんじゃないですかね。中学でガラッと変わりました」と当時の価値観について振り返った。

### 俳優として
演劇は中学時代から経験し、俳優座養成所を経て、俳優座に入る前に劇団自由劇場を立ち上げている。
玉川中学校時代は演劇が盛んであったことから、中学生から演劇部に入り、移動演劇などを経験する。トラックに乗り暗幕を張りながら『泣いた赤鬼』などを上演していたという。
当時はまだ同校に芸術学部が創設される以前であり、指導者はその後、芸術学部の部長、玉川大学の名誉教授となった岡田陽であった。
演劇部を選んだ理由については「演劇というのは、お絵描きしたり、おママゴトしたりというように、本能的に人間の中にあるんですよね。憑依するというのかな、遊びみたいな感じで。入ってみて、好きで続けたわけですけれど、ただ、その後は悲惨でしたね。勉強なんかしやしない。そんな感じで大学1年生になりました。大学でも演劇ばかりやって、このままじゃロクな人間になれないと感じまして、本気で演劇をやってみようかと俳優座の養成所を受けました。そしたら、運良く受かりまして」と回想している。演劇部では井上孝雄や田中信夫と共に芝居を経験した。
苦学生もいる中で自身は余裕があったため、「大学を出る22歳くらいまでは、親が面倒をみて当然」とアルバイトはせず、貧乏生活は当たり前、と考え生活をしていたところ、卒業したら仕事のオファーが届いたことで、母から仕送りを終える旨を告げられる。約2年後、演劇集団「黒テント」にて活動を始めるも、こちらでも苦労の連続だった。
樋浦は俳優座養成所の14期であるが、仲間内に後に自由劇場を立ち上げる佐藤信や串田和美、吉田日出子などの面々がいたことから前後にあたる13期、15期と並んで派手だったという。当時は1964年東京オリンピックが開会した直後であり、六本木で高速道路や地下鉄を掘る仕事をしながら、養成所の示す方向性とは別に仲間内でも教室にて芝居を行うことで、その延長線で自分たちでも劇団を立ち上げ、やって行けるんじゃないかと考える。しかし見通しは立たず、3月で養成所卒業を控える時期となったことで、各々好きなところを受けてみようということになり解散する。後ろ髪をひかれる中、様々なオーディションを受ける。樋浦自身が最も志望していた俳優座には落選したものの、劇団雲に合格する。同劇団へは、先輩の高橋昌也に認められ、その縁で入団する。今後研究生を育てていくという志向のもと、新宿区箪笥町に良質な劇場を持っていた中で福田恆存が上手く立ち回り、政治家からの支援を受けながら財団法人「現代演劇協会」を立ち上げる。同協会はアメリカ大使館の横にある立派な建物であったが、当時は劇団間での役者の移り変わりが激しい時代であり、樋浦も劇団雲を3～4年で退団している。
退団後、養成所のようなものを自分たちでやれないかと準備を進めるも「勝手なことするな」と釘を刺され戸惑っていたところ、前述の俳優座養成所で仲間内だった佐藤信に誘われる形で米倉斉加年、福田善之らが所属する劇団「青芸」に入団する。佐藤は青芸の演出部であり、同じく俳優座養成所の同期の清水紘治も所属していた。しかし青芸が解散することとなり、今度こそ劇団を作るべく、佐藤、清水と共に文学座の同期だった串田和美、吉田日出子らに交渉し、劇団自由劇場を立ち上げることに成功した。
養成所時代に映像デビューを果たしており、養成所の2年生の頃には1965年の山本薩夫監督の大映作品『証人の椅子』に出演する。程なくして映画『血と砂』にはトランペットを吹く少年楽団兵の一人として出演した。その時の少年楽団兵のほとんどは同年、夏木陽介主演の『青春とはなんだ』の高校生役としてレギュラー出演することになり、樋浦もラグビー部のキャプテン土井役として出演した。この役を始め、青年期は朴訥だが生真面目な役柄が多かったが、次第に主人公に楯突く役が増え、2時間ドラマなどでは、被害者役を演じることもあった。出演映画では『楢山節考』や『八甲田山』にていずれも悲惨な最後を遂げる役柄を演じている。北野武監督、主演の『座頭市』では、気弱な飯屋のおやじの姿とは裏腹に真の黒幕であるヤクザの頭領役を演じた。
京田尚子はこれまで共演した中で特に上手いと思った役者として、佐々木勝彦と共に樋浦を挙げており「両者とも、本当に素晴らしかった」と評している。

### 声優として
声優としても活動しており、正義の味方から悪役まで幅広い役柄をこなす。洋画の吹き替えでは、ブルース・ウィリスをはじめ、リチャード・ドレイファスやジョン・マルコヴィッチ、ジョー・ペシ、ロバート・デ・ニーロ、ダニー・デヴィート、ゲイリー・ビジー、ジョン・リスゴー、ロビン・ウィリアムズなどを担当している。

#### 担当俳優について
ブルース・ウィリスを他の吹替声優と比較して最も多く担当しており、「ウィリスのフィックス」とも評される定番声優となっている。後年には吹替60周年を記念したムービープラスの5か月連続企画「吹替王国」において「ブルース・ウィリスの吹替えでお馴染み」と評されるほどに定着した。2000年に缶コーヒージョージアのCMにウィリスが半年間出演した際にも吹き替えを担当。ウィリスの代表作である『ダイ・ハード』シリーズのジョン・マクレーン役の吹き替えを日本で初めて担当し、その後も全シリーズに渡って演じている唯一の人物としても知られ、「史上最もジョン・マクレーンを演じた男」と紹介されることもあった。また、後に本シリーズがテレビ朝日の『日曜洋画劇場』で放映される際にマクレーン役を務めることになる野沢那智も、樋浦の吹替を視聴した際には「俺にはこういう市井の労働者っぽい雰囲気は出せない」と樋浦の演技と"はまり役"ぶりを高く評価していたと同時に、自身が吹き替えを務める際に参考にしたと息子の野沢聡が語っている。2012年にバンダイナムコゲームス・バンプレストレーベルから発売されたクロスオーバー作品であるニンテンドー3DS用シミュレーションRPGソフト『PROJECT X ZONE』では『ダイ・ハード』をモデルにしたゲーム『ダイナマイト刑事』からジョン・マクレーンを演じるウィリスをモデルにしたキャラクター、ブルーノ・デリンジャー警部補が登場し、樋浦がその声を担当した。樋浦によるウィリスの吹き替えはビデオソフト収録版の担当が中心であったが、テレビ放送版（主に上述の『日曜洋画劇場』）を中心に担当していた野沢の療養中に吹替が製作された『ホステージ』ではテレビ朝日版の吹き替えを野沢に代わり担当した。同作の演出を務めた鍛治谷功は、他にも様々な声優がウィリスを演じてきた中で樋浦が演じるウィリスの魅力について問われた際には「（ウィリスの吹き替えは）皆さんそれぞれ味があって大好きなのですが、樋浦さんはどんなにやさぐれていても根っこに人間味を感じさせるタイプだと思います。今回の役（ジェフ・タリー）にもピッタリだったと思います」と評している。
樋浦はウィリスについて、『こちらブルームーン探偵社』にゲストで声の出演をした際から認知しており「彼は、実はなかなかの名優。コメディっぽいときもあるし、『シン・シティ』みたいに根暗なおじさんみたいなときもあるしね。俺たちが声でちょこっとやったくらいで簡単に追い付けるものではないです」と格上の俳優として尊敬していると述べており、二枚目役からアクション映画における軽快な役まで巧みに演じ分ける姿に感心したという。「どんな役どころもこなせる、魅力ある俳優さん。結構、リアリストかも…」とも語った。これまでに演じたウィリスの作品の中でも特に気に入っている役柄として『シン・シティ』のジョン・ハーティガン役と『ラスト・ボーイスカウト』のジョー・ハレンベック役を挙げ、前者に関しては「俺が年取ってからの仕事だったからそれなりに自分らしく、ブルース･ウィリス風ではなくてハーティガン風になれればいいなと思ってやれた」と話し、後者については「『ダイ・ハード』を捉えて作ってるみたいなやさぐれた感じがすごく良い。シークレットサービスでそれに失敗したかなんかで私立探偵になって女房にも逃げられみたいな。それが『ダイ・ハード』の役（ジョン・マクレーン）に似てて、演じててすごく面白かった」と振り返っている。
ウィリスを初めて演じた『ダイ・ハード』の1作目は練習用のビデオテープを貰ったのち、映画館でも鑑賞したことで「エンターテインメントとして最高の凄い映画だ！」と思い、嬉々として演じることが出来たと同時に、同作については「アクション映画でこの作品を超える作品は未だに少ないと思います。アクション映画に括れない。『ダイ･ハード』という1つのジャンルになってますよね。」と絶賛しており、他のアクション映画と比較した上でも別格の存在だと感じたという。劇場公開直後に制作された機内上映版の吹替が初担当であり、演出の福永莞爾の起用であった。主人公のジョン・マクレーンについて樋浦は「とっつぁん」もしくは「はぐれデカ」という捉え方で演じたといい、「彼はニューヨーク警察署で、皆から尊敬されているような人物じゃないんですよ。離婚しかかってるし、もしかしたらチンピラをカツアゲてるかもしれないような。『ラスト・ボーイスカウト』（前述）ほどじゃないですけれど、そんな人だったんですよね。正義感に燃えてじゃなくて、仕方なくやっている。で、そこに妻がいてという、そういった人間の内面も面白かった」と語った。最初に担当した機内上映版での演技が業界で好評となったことで同作のソフト版にもマクレーン役で続投。ソフト版の演出の伊達康将は「福永さんがキャスティングした樋浦勉を使わせてもらった」と明かした。“3大マクレーン俳優”（樋浦、野沢那智、村野武範）の中で最も好きと語るファンも多かったことで、2015年発売の5作目『ダイ・ハード/ラスト・デイ』の『コレクターズ・ブルーレイBOX』には樋浦版マクレーンによる新録音版が制作された。また、ソフト未収録の機内上映版については2023年6月3日にスターチャンネルにてテレビ初放送となった。同バージョンは2023年10月13日には樋浦を迎えてノーカット追録を行った版も放送された。
『未知との遭遇』や『ジョーズ』で、長年担当したリチャード・ドレイファスについて樋浦は「すごくはまりやすかった」としており、「このしゃべり方をしたら次はこう動くな」と画面を見れば次にドレイファスがどう動くか予測がつくと語っている。ドレイファスを吹き替えた作品の中でもVHS・DVD版、BD新録版、日本テレビ（金曜ロードショー）版の3バージョン全てで担当した『オールウェイズ』のピート・サンディッチ役は自身の代表作であるとも述べた。また、養成所での樋浦の後輩にあたる中田譲治は『グッバイガール』を好きな映画作品の一つに挙げており、樋浦がドレイファスを担当した吹替版（1982年2月22日にTBSの『月曜ロードショー』枠にて『グッバイガール 泣かないで！この感動をあなたに…』のタイトルで初放送。演出は佐藤敏夫、翻訳は宇津木道子）も印象に残っているといい、同音源のDVDへの吹替収録を熱望している。
ドレイファスと同様にやりやすい俳優としてジョン・マルコヴィッチを挙げており、「『ワー』とか『ギャー』とかいろんな声を使っていい役だと思うから、自分でもやってて楽しいですね。百面相みたいな顔してやるんだよ」と語り、マルコヴィッチ自身の容姿については「ひょっとこみたいな顔」と評した。特に『コン・エアー』での役を面白かった役として挙げている。2010年の映画『RED/レッド』はウィリス、ドレイファス、マルコヴィッチの共演作であり、樋浦はこの作品においてはマルコヴィッチの声を担当している。本作のマルコヴィッチの役（マーヴィン・ボッグス）については「やってて楽しい。だけどね、ハチャメチャな役を演じるっていうのは、結構難しい。そこは、外れない範疇で自分がうんと羽ばたくみたいな感じで思いっきりやらせてもらっています」と述べている。後のインタビューで本作における持ち役三名の内、誰を演じたかったかと問われた際には「正直なところ、僕は全部やってみたかったね。今思うと、一番やってみたかったのはドレイファスだったのかな」と語りつつも、本作でウィリスを演じた磯部勉は二枚目として適任であったと評している。
また『アルマゲドン』はBSテレ東での放映時に新録吹替を制作する企画があったが、権利元の都合により実現しなかった。ウィリス演ずるハリー・スタンパー役には樋浦が候補の一人として上がっていたという。
今後声を担当してみたい俳優について問われた際には、ジョニー・デップを挙げている。

## 出演（俳優）

### テレビドラマ
- 青春とはなんだ（1965年 - 1966年、NTV / 東宝） - 土井キャプテン
- ウルトラシリーズ（TBS / 円谷プロ）
  - ウルトラマン 第14話「真珠貝防衛指令」（1966年） - トラック運転手
  - ウルトラマンA 第31話「セブンからエースの手に」（1972年） - 動物園の飼育係
  - ウルトラマンタロウ 第9話「東京の崩れる日」（1973年） - ビルの警備員
- 木下恵介劇場 / 記念樹（TBS）
  - 第31話「涙は誰れのために」（1966年10月31日）
  - 第40話「報恩記」（1967年1月3日）
  - 第46話「記念樹よ!永遠に」（1967年2月14日）
- 七人の刑事（TBS）
  - 第2シーズン 第265話「二人だけの銀座」（1967年）
  - 第3シーズン 第1話「警視総監の財産」 - 第43話「一粒の麦死なずば」（1978年 - 1979年） - 佐々木刑事
- レモンのような女 第5話「夏の香り」（1967年、TBS）
- 風 第9話「走れ!新十郎」（1967年、TBS / 松竹）
- 大河ドラマ（NHK）
  - 竜馬がゆく（1968年） - 山地忠七
  - 草燃える（1979年） - 加藤景廉
  - 徳川家康（1983年） - 服部半蔵
  - 山河燃ゆ（1984年） - 池島努
  - 春日局（1989年） - 増田長盛
  - 徳川慶喜（1998年） - 牧野忠恭
  - 真田丸（2016年） - 大角与左衛門
- 恐竜戦隊コセイドン（1979年、12ch / 円谷プロ） - 鬼衛門
- 三匹の侍 第6シリーズ（CX）
  - 第13話「下郎」（1968年） - 次郎吉
  - 第18話「裏切りの季節」（1969年） - 村上治介
- 銭形平次 第146話「顔のない兄貴」（1969年、CX / 東映）
- ポーラテレビ小説（TBS）
  - 安ベエの海（1969年 - 1970年）
  - からっ風と涙（1979年） - 根津
- 俄－浪花遊侠伝（1970年、TBS木下恵介・人間の歌シリーズ） - 軽口屋
- 千葉周作 剣道まっしぐら 第18話「身をすててこそ…」（1971年、TBS）- 千葉の修作
- 人形佐七捕物帳 第20話「狂女の舞扇」（1971年、NET / 東宝） - 掠十
- 遠山の金さん捕物帳（1972年、NET / 東映）
  - 第80話「夢を見た男」 - 仙吉
  - 第114話「笑って死んだ女」 - 和吉
- 大岡越前（TBS / C.A.L）
  - 第3部 第12話「誘拐」（1972年8月28日） - 井関
  - 第4部 第22話「人情雛裁き」（1975年3月3日） - 仙之助
  - 第5部 第10話「殴り込み仁術」（1978年4月10日） - 川波の定吉
  - 第6部 第4話「オランダ先生拳法仁術」（1982年3月29日） - 与七
  - 第9部 第8話「恋しい父は逃亡者」（1985年12月16日） - 新八
  - 第12部 第23話「駕籠屋が見ていた真犯人」（1992年3月23日） - 寅次
  - 第14部 第12話「偽証に悩む男の良心」（1996年9月2日） - 仁助
- 地獄の辰捕物控 第14話「恋路の果てに地獄を見た」（1973年1月4日、NET / 東映） - 市太郎
- 太陽にほえろ!（NTV / 東宝）
  - 第37話「男のつぐない」（1973年） - 大場金吾 ※ 欠番作品[注釈 4]
  - 第159話「海のテキサス」（1975年） - 中西鉄夫
  - 第173話「一発で射殺せよ!」（1975年） - 立川
  - 第265話「ゴリ、爆発!」（1977年） - 脇坂一郎
  - 第466話「ひとりぼっちの死」（1981年） - 岩岡弘
  - 第647話「護送車強奪」（1985年） - 西山幸男
- 水戸黄門（TBS / C.A.L）
  - 第4部 第15話「津軽哀歌 -青森-」（1973年4月30日） - 卯之吉
  - 第5部 第9話「黒い奉書紙 -福井-」（1974年5月27日） - 卯吉
  - 第6部 第8話「孤独の捕縄 -小倉-」（1975年5月19日）- 加七
  - 第7部 第31話「助さん格さん子守唄 -渋川-」（1976年12月20日） - 浅吉
  - 第8部 第15話「殺しを誘う薪能 -和歌山-」（1977年10月24日） - 了次郎
  - 第16部 第27話「陰謀暴いた男の友情 -久保田-」（1986年10月27日） - 喜作
  - 第18部 第18話「怨みの仮面舞踏会 -長崎-」（1989年1月16日） - 栄造
  - 第19部
    - 第11話「黄門様の泥棒指南 -盛岡-」（1989年12月4日） - 文吉
    - 第28話「占い名人梅里先生 -川越-」（1990年4月9日） - 権助（縄張りの権蔵）

  - 第21部 第9話「密命帯びた忍び妻 -杵築-」（1992年6月1日） - 佐吉
  - 第25部 第29話「狙われた庄内小町 -酒田-」（1997年7月14日）- 松平
  - 第28部 第5話「母子涙の大井川 -島田-」（2000年4月10日）- まむしの兵六
  - 第30部 第15話「謎の美人は危険な匂い -堺-」（2002年4月22日） - 安次郎（渦潮の勘兵衛）
  - 第33部 第15話「暗雲晴らした鳥取城 -鳥取-」（2004年8月2日） - 関田作左衛門
  - ナショナル劇場50周年記念特別企画スペシャル（2006年3月13日） - 平吉
  - 第36部 第4話「塩の道は絶体絶命! -糸魚川-」（2006年8月14日） - 伍平 役
  - 第38部 第11話「にわか侍一直線! -郡上八幡-」（2008年3月17日） - 原田武平
  - 第39部 第15話「ホラ吹き娘の親孝行! -高千穂-」（2009年2月2日） - 茂兵衛
  - 第40部 第14話「艶やかお娟の七変化! -富山-」（2009年11月9日） - 仙吉
  - 第41部 第5話「情けを知った刺客の女 -府中-」（2010年11月8日） - 湊屋伊兵衛
  - 第43部 第12話「忠義に揺らぐ親子の絆 -亀山-」（2011年10月10日）- 小森平太夫
- それぞれの秋（1973年、TBS / 木下プロ） - 連れの男
- 江戸を斬る（TBS / C.A.L）
  - 江戸を斬る 梓右近隠密帳 第17話「飛竜祈願」（1974年） - 左甚五郎
  - 江戸を斬るII 第1話「江戸を斬る」（1975年） - 仙吉
  - 江戸を斬るIII 第1話「江戸を斬る」（1977年） - 浅吉
  - 江戸を斬るIV（1979年）
    - 第2話「誘拐されたおゆき」 - 源八
    - 第14話「おゆきお京麻薬地獄へ」 - 堪助

  - 江戸を斬るV 第20話「母恋しぐれ」（1980年） - 源七
  - 江戸を斬るVI 第27話「脅迫された町奉行」（1981年） - 駒吉
  - 江戸を斬るVIII 第6話「義賊を騙る悪い奴」（1994年） - 野ざらしの清五郎
- 伝七捕物帳 第21話「あかずの錠に情をかけて」（1974年、NTV / ユニオン映画）
- 連続テレビ小説 / 鳩子の海（1974年 - 1975年、NHK） - 民夫
- 座頭市物語 第18話「すっとび道中」（1975年、CX / 勝プロ） - 松三
- 俺たちの勲章 第19話「わかれ」（1975年、NTV / 東宝） - 竹中
- 影同心 第21話「牢屋は極楽殺し節」（1975年、MBS / 東映） - 仙三
- 剣と風と子守唄 第21話「女郎集団脱走」（1975年、NTV） - 与之助
- 土曜ドラマ（NHK）
  - 紅い花（1976年4月3日） - 村の職員
- Gメン'75（TBS / 東映）
  - 第35話「豚箱の中の刑事」（1976年） - 工藤吾郎
  - 第131話「少女餓死」（1977年） - 玩具工場の男
- 必殺シリーズ（ABC / 松竹）
  - 必殺からくり人・血風編 第7話「恨みに棹さす紅い精霊舟」（1976年） - 精霊村源二郎
  - 必殺仕事人2009 第6話「夫殺し」（2009年、EX） - 喜兵衛
- 夫婦旅日記 さらば浪人 第8話「青葉の寺」（1976年、CX）
- いろはの"い" 第14話「出発（たびだち）」（1976年、NTV / 東宝）
- 前略おふくろ様 第2シリーズ（1976年 - 1977年、NTV） - 鈴木春子の兄
- 俺たちの朝 第43話「別れの時とミクロネシアとよォッ!妹」（1977年、NTV / 東宝） - 芹沢
- 遠山の金さん 杉良太郎版 第1シリーズ （NET/東映）
  - 第72話「罠にすがった女」（1977年） -飛六
- 破れ奉行 第24話「片道手形は死の匂い」（1977年、ANB / 中村プロ） - 政吉
- 新 木枯し紋次郎 第18話「砕けた波に影一つ」（1978年、12ch） - 兵馬
- ザ・スーパーガール（12ch / 東映）
  - 第12話「怪談・白い乳房が霊を呼ぶ」（1979年） - 山部芸能社長・山部
  - 第43話「トルコ嬢殺人事件」（1980年） - 西隆一刑事
- 大空港 第63話「射殺命令」（1979年、CX / 松竹） - 久代シンキチ
- そば屋梅吉捕物帳 第18話「地蔵も泣いた風車」（1980年、12ch / 国際放映） - 西村
- 長七郎天下ご免! 第72話「父二人 江戸のつむじ風」（1981年、テレビ朝日）- 捨松
- はらぺこ同志（1982年、TBS / オフィスヘンミ）
- 事件記者チャボ! 第1話「チャボが大騒ぎでやってきた」（1983年、NTV / ユニオン映画） - 井田
- 特捜最前線（ANB / 東映）
  - 第310話「九官鳥と喋る男!」（1983年） - 亀田貞次
  - 第345話「新春 窓際警視の子守歌!」、第346話「新春II 窓際警視の大逆転!」（1984年）
- 土曜ワイド劇場（ANB→EX）
  - 松本清張の寒流（1983年）
  - 松本清張の証言（1984年）
  - 新・女弁護士 朝吹里矢子 第1作「夢の告発」（1994年） - 小野弁護士
  - 考古学者シリーズ 第18作「女教師殺し」（1995年） - 富士西署署長
  - 終着駅シリーズ 第8作「窓」（1998年） - 八坂常吉運転手
  - 鉄道捜査官 第5作「殺意の函館本線 札幌〜函館 上り線 下り線 ダイヤトリック」（2005年） - 川島正
  - 西村京太郎トラベルミステリー 第59作「終着駅殺人事件」（2013年） - 安西守雄
  - 監察官・羽生宗一 第3作（2015年） - 森末作治
- 金曜ファミリーワイド「松本清張の地の骨」（1984年、CX / 大映テレビ）
- ニュードキュメンタリードラマ昭和 松本清張事件にせまる 第5回「帝銀事件と731部隊」（1984年、ABC / 国際放映）
- 破獄（1985年4月6日、NHK） - 二世小尉
- 暴れ九庵 第21話「男の睨み」（1985年、KTV / 東宝） - 三次
- 真田太平記（1985年、NHK） - 孝助
- 武蔵坊弁慶（1986年、NHK） - 信濃坊海円
- 誇りの報酬 第42話「狙撃者は誰をねらったか」（1986年、NTV / 東宝） - 所轄署主任刑事
- 京都かるがも病院 第7話「手術を決意するとき」（1986年、ANB / 東映） - 竹沢銀次
- 大都会25時 第5話「夜の街潜入! 女刑事の危険な賭け」（1987年、ANB / 東映）
- あぶない刑事 第35話「錯覚」（1987年、NTV / セントラル・アーツ） - マルチのオサム
- 火曜サスペンス劇場（NTV）
  - 長く暑い夏の一日（1988年、彩の会）
  - 浅見光彦ミステリー 第5作「越後路殺人事件」（1989年、近代映画協会） - 漆原宏
  - 下弦の月 -鬼熊事件-（1990年、近代映画協会）
  - 地方記者・立花陽介 第3作「釜石遠野通信局」（1994年、近代映画協会） - 漁師
  - 女検事 霞夕子 第7作「俯く女」（1996年、ユニオン映画） - 弓原警部補
  - 指名手配（1998年、オセロット） - 古田
  - 検事 霞夕子 第18作「心の天使」（2001年、ユニオン映画） - 高嶋和雄
- さすらい刑事旅情編 第11話「九州縦断SL列車“あそBOY”号 火の国の女の殺意」（1988年、ANB / 東映）
- 名奉行 遠山の金さん （ANB / 東映）
  - 第2シリーズ 第13話「遠山奉行の涙! 裁かれた聖母像」（1989年） - 百蔵
  - 第7シリーズ 第11話「二昼夜の自由 切腹かけた初恋」（1995年） - 重吉
  - 第8シリーズ （遠山の金さんVS女ねずみ）第13話「奉行の妻誘拐! 人質交換要求」（1997年） - 寛蔵
- 鬼平犯科帳（CX / 松竹）
  - 第2シリーズ 第6話「雨引の文五郎」（1990年） - 落針の彦蔵
  - 第6シリーズ 第7話「のっそり医者」（1995年） - 今井宗兵衛
  - 第9シリーズ 第5話「闇の果て」（2001年） - 吉兵衛
- 12時間超ワイドドラマ / 次郎長三国志（1991年、TX） - 巾下の長兵衛
- 月曜ドラマスペシャル→月曜ゴールデン（TBS）
  - 松本清張作家活動40周年記念ドラマスペシャル「黒い画集・坂道の家」（1991年） - 河崎辰吉
  - 万引きGメン・二階堂雪 第18作「緊急遺言」（2009年8月17日） - 名倉幸造
  - 無敵のおばさん小早川千冬・正義の事件簿（2010年6月28日）
  - 釣り刑事 第1作「竿に掛かった大悪党!!」（2010年9月6日） - 伊藤整次郎
  - 世田谷駐在刑事 第2作（2014年4月7日） - 吉永辰夫
  - 新・世直し公務員ザ・公証人 第1作（2015年3月23日） - 斉藤正義
- 夏の嵐!（1992年、TBS） - 成瀬順吉
- 長七郎江戸日記 第3シリーズ 第11話「傷」（1991年1月8日、NTV / ユニオン映画）- 亀吉
- 銭形平次（北大路欣也版） （CX）
  - 第1シリーズ 第16話「十二人の盗賊」（1991年） - 亥太郎
  - 第3シリーズ 第9話「夜歩く」（1993年） - 道造
  - 第4シリーズ 第7話「鏡の向う側」（1994年） - 作次
- チンチン電車（1993年9月15日、NHK）
- 江戸の用心棒 第17話「走れ!夜逃げ屋」（1994年、NTV / ユニオン映画） - 喜之助
- 新選組血風録（1998年） - 井上源三郎
- 3年B組金八先生（TBS）
- 隠密奉行朝比奈 第2シリーズ 第9話「長崎平戸 森に潜む魔神」（1999年、CX） - 与一
- 女と愛とミステリー / 北アルプス山岳救助隊・紫門一鬼 第2作「北アルプス白馬連峰殺人山行」（2001年、TX） - 佐土原勉
- 仮面ライダーシリーズ（ANB→EX / 東映）
  - 仮面ライダー龍騎 第7話「新種誕生」、第8話「4人目ゾルダ」（2002年） - 大森幸雄
  - 仮面ライダー響鬼 第25話「走る紺碧」（2005年） - 飯田敏
  - 仮面ライダーキバ 第19話「フュージョン・オーラの嵐」（2008年） - 霊能者
  - 仮面ライダーW 第43話「Oの連鎖 / 老人探偵」、第44話「Oの連鎖 / シュラウドの告白」（2010年） - 大倉
- 盤嶽の一生 第10話「二人ばんがく」（2005年、時代劇専門チャンネル） - 吾作
- 名奉行! 大岡越前 第8話「お袖という女」（2005年、EX / 東映） - 上岡兵庫
- 世直し順庵!人情剣 第2話（2005年、ANB / 東映） - 清兵衛
- 相棒（EX / 東映）
  - Season 6 最終話「黙示録」（2008年3月19日） - 神父
  - Season 9 第5話「運命の女性」（2010年11月24日） - 堀田刑事
  - Season 18 第11話「ブラックアウト」（2020年1月1日） - 富樫茂雄
  - Season 20 第15話「食わせもの」（2022年2月9日） - 桜田成一
- 監査法人（2008年7月） - 尾張部品社長
- 大魔神カノン（2010年、TX / 角川映画ほか） - 村の老人
- ハンチョウ〜神南署安積班〜 シリーズ4 〜正義の代償〜 第8話（2011年、TBS） - 杉山光男
- 花嫁のれん 第2シリーズ（2011年、THK） - 藤村九兵衛
- Answer〜警視庁検証捜査官 第5話（2012年5月16日、EX） - 重田和臣
- 赤い糸の女（2012年、THK） - 脇田禎蔵
- シメシ（2015年、MBS） - 浜田茂
- 嵐の涙〜私たちに明日はある〜（2016年、THK） - 藤村九兵衛
- ヤッさん〜築地発!おいしい事件簿〜（2016年、TX） - 下條
- ドラマ10 / デイジー・ラック（2018年、NHK） - 亀じい
- ごちそう 〜うなぎ編〜（2021年2月23日、メ〜テレ）
- 森村誠一ミステリースペシャル 終着駅シリーズ37 「停年のない殺意」（2021年4月1日、EX / 東映） - 髙木

### 映画
- 証人の椅子（1965年、大映）
- 血と砂（1965年、東宝 = 三船プロ） - 吉野
- 殺人狂時代（1967年、東宝）
- 若者たち（1967年、俳優座、新星映画） - 工員
- 斬る（1968年）
- 闇を裂く一発（1968年）
- 御用金（1969年、東宝） - 六造
- 男一匹ガキ大将（1971年、大映） - 岡野ゴン太
- 激動の昭和史 沖縄決戦（1971年、東宝） - 岡少尉[27]
- 野獣狩り（1973年、東宝）
- しあわせ（1974年、東宝） - ダンプの運転手
- 吾輩は猫である（1975年、東宝） - 車夫の主人
- 歌麿 夢と知りせば（1977年）
- 八甲田山（1977年、東宝） - 佐藤一等卒
- ええじゃないか（1981年、松竹=今村プロ）
- あゝ野麦峠 新緑篇（1982年、東宝）
- 楢山節考（1983年、東映）
- 植村直己物語（1986年、毎日放送、電通） - 土田
- ジャズ大名（1986年、松竹）
- 君は裸足の神を見たか（1986年、ATG） - 吉村良三
- 旅路 村でいちばんの首吊りの木（1986年、東宝）
- イタズ 熊（1987年、東映） - 大林
- 千羽づる（1989年、共同映画）
- 墨東綺譚（1992年、東宝・ATG）
- 遠き落日（1992年、松竹） - 松島屋長平
- 三たびの海峡（1995年、松竹） - 崔石松
- 郡上一揆（2000年、映画『郡上一揆』制作委員会） - 七右衛門
- 座頭市（2003年、オフィス北野・松竹） - 的屋の老人
- 草の乱（2004年、映画「草の乱」製作委員会） - 高利貸
- グランドサークル（2005年、ネットシネマ.TV）
- 天正伊賀の乱（2005年、NETCINEMA.TV） - 下山甲斐
- デス・トランス（2006年、メディア・スーツ） - 大僧正
- red letters（2006年、フロントメンエンターテインメント）
- 伊賀の乱 拘束（2007年、AMGエンタテインメント）
- 人の砂漠（2010年、東京芸術大学） - 山崎次郎
- AVN/エイリアンVSニンジャ（2011年、日活） - 下忍頭
- 龍三と七人の子分たち（2015年、ワーナー・ブラザース映画、オフィス北野） - ステッキのイチゾウ
- 狂武蔵（2020年、アルバトロス・フィルム）
- 劇場版「きのう何食べた?」（2021年、東宝） - 諸住直次

### 舞台
- 太平洋序曲（新国立劇場 米国公演、2003年）
- LOOT薔薇と棺桶（2006年）
- コリオレイナス（埼玉芸術劇場　英国公演、2007年）

### Vシネマ
- 新桃太郎伝説 七夕の村は激戦区（1993年） - 金下

## 出演（声優）
太字はメインキャラクター。

### テレビアニメ
1978年
- ルパン三世 (TV第2シリーズ)（1978年 - 1979年）

1999年
- 週刊ストーリーランド（総理）
- MASTERキートン（ブルース・ケンドル）

2009年
- ゴルゴ13（ロイ）

2011年
- GOSICK -ゴシック-（一弥の父）

2013年
- 団地ともお（間公文）

2014年
- 四月は君の嘘（井端潤三）

2015年
- まじっく快斗1412（ジェームス・ホッパー）

2016年
- 逆転裁判 〜その「真実」、異議あり!〜（2016年 - 2019年、裁判長 / 第6法廷裁判長、第4法廷裁判長 / 裁判官） - 2シリーズ

2017年
- GRANBLUE FANTASY The Animation（老人）
- 昭和元禄落語心中 -助六再び篇-（先輩師匠）
- ONE PIECE（2017年 - 2023年、ズニーシャ、ゼフ〈2代目〉）
- ONE PIECE エピソードオブ東の海 〜ルフィと4人の仲間の大冒険!!〜（ゼフ）

2018年
- サザエさん（植木職人）

2020年
- 体操ザムライ（獣医）

2021年
- 八十亀ちゃんかんさつにっき 3さつめ（クック先生）

### ラジオドラマ
- FMシアター（NHK-FM）
  - 『リーチ』（2024年12月7日）[29]

### OVA
- 世界の光 親鸞聖人（1992年、日野左衛門、善鸞〈第5巻 - 第6巻〉）
- 親鸞聖人と王舎城の悲劇（1996年、ダイバダッタ）
- サブマリン707R（2003年、速水洋平[30]）

### ゲーム
- ゆけゆけ!!トラブルメーカーズ（1997年、ガンベル＝H＝ジョーブ、ゴンベル＝H＝ジョーブ）
- キングダムハーツII（2005年、バンザイ）
- PROJECT X ZONE（2012年、ブルーノ・デリンジャー[31]）
- バイオハザード リベレーションズ2（2015年、エフゲニー・レビック）
- ファミコン探偵倶楽部 消えた後継者（2021年、田辺善蔵[32]）
- ファミコン探偵倶楽部 うしろに立つ少女（2021年、田辺善蔵）

### 吹き替え

#### 担当俳優
アル・パチーノ
- インソムニア（ウィル・ドーマー）※ソフト版
- エニイ・ギブン・サンデー（トニー・ダマト）※ソフト版、テレビ朝日版
- スカーフェイス（アントニオ・“トニー”・モンタナ）※テレビ朝日版
- ハウス・オブ・グッチ（アルド・グッチ）
- ハングマン（レイ・アーチャー）

ゲイリー・ビジー
- サンダーブラスト 地上最強の戦車（フランク・マクベイン）
- 沈黙の戦艦（クリル中佐）※ソフト版
- デストラクション/制御不能（ゲイシー）※テレビ東京版
- ハートブルー（パパス）※ソフト版、日本テレビ版
- プレデター2（ピーター・キース捜査官）※テレビ朝日版

ジャック・ニコルソン
- 愛と追憶の日々（ギャレット・ブリードラヴ）
- 愛の狩人（ジョナサン）※ソフト版
- ミズーリ・ブレイク（トム・ローガン）

ジョー・ペシ
- アイリッシュマン（ラッセル・バファリーノ）
- カジノ（ニッキー・サントロ）
- ホーム・アローン（ハリー・ライム）※テレビ朝日版
- ホーム・アローン2（ハリー・ライム）※テレビ朝日版
- リーサル・ウェポンシリーズ（レオ・ゲッツ）
  - リーサル・ウェポン2/炎の約束 ※テレビ朝日版
  - リーサル・ウェポン3 ※テレビ朝日版
  - リーサル・ウェポン4 ※日本テレビ版、テレビ朝日版

ジョン・ヴォイト
- ゲッタウェイ スーパースネーク（謎の男）
- 暴走機関車（マニー）※TBS版
- レイ・ドノヴァン ザ・フィクサー（ミッキー・ドノヴァン）

ジョン・マルコヴィッチ
- アンロック/陰謀のコード（ボブ・ハンター）
- ウォーム・ボディーズ（グリジオ大佐）
- キラー・ドッグ（ウォーカー）
- コン・エアー（サイラス・グリサム）※テレビ朝日版
- ザ・シークレット・サービス（ミッチ・リアリー）※テレビ朝日版
- セクレタリアト/奇跡のサラブレッド（ルシアン・ローリン）
- ニュー・ポープ 悩める新教皇（ヨハネ・パウロ3世 / ジョン・ブラノックス）
- バーニング・オーシャン（ヴィドリン）
- バーン・アフター・リーディング（オズボーン・コックス）
- RED/レッド（マーヴィン・ボッグス）
- REDリターンズ（マーヴィン・ボッグス）

ジョン・リスゴー
- クリフハンガー（エリック・クウェイラン）※フジテレビ版
- バカルー博士の超次元アドベンチャー（エミリオ・リザルド博士 / ジョン・ウォーフィン卿）
- パパVS新しいパパ2（ドン・ウィテカー）
- レイジング・ケイン（カーター / ケイン / ニックス博士 / ジョシュ / マーゴ）

ステラン・スカルスガルド
- キス★キス★バン★バン（フィリックス）
- シティ・オブ・ゴースト（カスパー）
- パーフェクトゲーム 究極の選択（エディ）

ダニー・グローヴァー
- クリミナル・マインド11 FBI行動分析課 #16（ハンク・モーガン）
- 警察署長（マーシャル・ピータース）
- ザ・シューター/極大射程（アイザック・ジョンソン大佐）
- プラウド・メアリー（ベニー）

ダニー・デヴィート
- ツインズ（ヴィンセント・ベネディクト）※テレビ朝日版
- バットマン リターンズ（ペンギン）※ソフト版
- ビッグ・マネー（マックス）
- マーズ・アタック!（ギャンブラー）※ソフト版
- マチルダ（ミスター・ハリー・ワームウッド / ナレーション）
- みんな愛してる（ジョン・レアリー）

チーチ・マリン
- カーズシリーズ（ラモーン）
  - カーズ
  - カーズ2
  - カーズトゥーン ラジエーター・スプリングスの仲間たち
  - カーズ/クロスロード
  - LEGO ピクサー:ブリックトゥーンズ

- ライオン・キング（バンザイ）
- ライオン・キング3 ハクナ・マタタ（バンザイ）

ブルース・ウィリス
- アンチ・ライフ（クレイ・ヤング）
- エクストラクション（レナード・ターナー）
- キリング・ショット（メル）
- コードネーム: プリンス（オマー）
- ジャスティス（ウィリアム・A・マクマニス大佐）
- ジョージア・缶コーヒー CM『ジョージアTV』No.01〜No.024、やすらぎ予算Ｐ、欲しい「やすらぎ」（本人）※2000年、日本コカ・コーラ
- シン・シティシリーズ（ジョン・ハーティガン）
  - シン・シティ
  - シン・シティ 復讐の女神

- ダイ・ハードシリーズ（ジョン・マクレーン）
  - ダイ・ハード ※ソフト版、機内上映版（スター・チャンネルにてノーカット追加収録）
  - ダイ・ハード2 ※ソフト版
  - ダイ・ハード3 ※ソフト版
  - ダイ・ハード4.0 ※ソフト版
  - ダイ・ハード/ラスト・デイ ※吹替の帝王版

- デイ・トゥ・ダイ —最後の戦い—（アルストン）
- デス・ショット（ジェームス）
- デッドロック（ロン）
- デンジャラス・プレイス（フランク・リチャーズ）
- 12モンキーズ（ジェームズ・コール）※ソフト版
- 永遠に美しく…（アーネスト・メルヴィル）※日本テレビ版
- ノース 小さな旅人（ナレーター/ウサギ男/ギャビー）
- ノーバディーズ・フール（カール・ローバック）
- ハドソン・ホーク（ハドソン・ホーク）※ソフト版
- バンディッツ（ジョー・ブレイク）※ソフト版
- フォー・ルームス（レオ）
- ホステージ（ジェフ・タリー）※テレビ朝日版
- 本命登場！！『ダイ・ハード3』（本人） ※テレビ朝日、『The Making of 'Die Hard: With a Vengeance'』の日本語版、1995年06月29日放送
- ラスト・ボーイスカウト（ジョー・ハレンベック）※ソフト版
- レッド・ダイヤモンド（エディ・フィローサ）
- ワイヤー・ルーム（シェーン・ミューラー）

ボブ・ホスキンス
- お葬式だよ全員集合!（ジョニー・スカンラン）
- 長く熱い週末（ハロルド）
- メイド・イン・マンハッタン（ライオネル）※ソフト版

マイケル・ルーカー
- L.A.マフィア戦争/大殺戮（ボブ・マローン）
- ジャンパー（ウィリアム・ライス）※テレビ朝日版
- バーン・ノーティス 元スパイの逆襲 シーズン4 #12（デール・ローソン）

リチャード・ドレイファス
- オードリー・ヘプバーン（本人）
- オールウェイズ（ピート・サンディッチ）※VHS・DVD版、BD版、日本テレビ版
- グッバイガール（エリオット・ガーフィルード）
- ジョーズ（マット・フーパー）※日本テレビ版
- 私立探偵モーゼス（モーゼス）
- SQUATTERS 〜不法占拠者〜（デヴィッド・シルバーマン）
- スタンド・バイ・ミー（ゴーディ・ラチャンス）※フジテレビ版
- のるかそるか（ジェイ・トロッター）※VHS版
- バディ・システム/ボクとママの恋愛戦争（ジョー）
- 張り込み（クリス）※日本テレビ版
- 張り込みプラス（クリス）※日本テレビ版
- 陽のあたる教室（グレン・ホランド）※テレビ朝日版
- FAIL SAFE 未知への飛行（大統領）
- マイアミ・ガイズ -俺たちはギャングだ-（ボビー・バルテレメオ）
- マイ・ビッグ・ファット・ドリーム（アーヴ）
- 未知との遭遇（ロイ・ニアリー）※テレビ朝日旧録版
- ワンス・アラウンド（サム・シャープ）

ルトガー・ハウアー
- イントゥ・ザ・ミッション（アシモフ大佐）
- ヒッチャー（ジョン・ライダー）
- ホーボー・ウィズ・ショットガン（ホーボー）

ロバート・デ・ニーロ
- キラーズ・オブ・ザ・フラワームーン（ウィリアム・ヘイル）
- キラー・エリート（ハンター）
- キリングゲーム（ベンジャミン・フォード）
- グリフィン家のウエディングノート（ドン）
- ケープ・フィアー（マックス・キャディ）※ソフト版
- ザ・バッグマン 闇を運ぶ男（ドラグナ）
- スターダスト（キャプテン・シェイクスピア）
- タイム・トゥ・ラン（ポープ）
- ニューイヤーズ・イブ（スタン・ハリス）
- ハンズ・オブ・ストーン（レイ・アーセル）
- フリーランサー NY捜査線（サルコーネ）
- ミート・ザ・ペアレンツシリーズ（ジャック・バーンズ）
  - ミート・ザ・ペアレンツ
  - ミート・ザ・ペアレンツ2 
  - ミート・ザ・ペアレンツ3

- ミッドナイト・ラン（ジャック・ウォルシュ）※VHS版
- みんな元気（フランク）
- ロバート・デ・ニーロ エグザイル（ジョナサン・フリン）

ロビン・ウィリアムズ
- グッド・ウィル・ハンティング/旅立ち（ショーン・マグワイア）
- 大統領の執事の涙（ドワイト・D・アイゼンハワー）※BSジャパン版
- ファイナル・カット（アラン・ハックマン）
- フック（ピーター・パン）
- レナードの朝（マルコム・セイヤー医師）※ソフト版

#### 映画（吹き替え）
- アイスマン 宇宙最速の戦士（北条〈倉田保昭〉）
- 愛に翼を（ベン・リード〈ドン・ジョンソン〉）
- アクト・オブ・ウォー（ソンソン〈ハーヴェイ・カイテル〉）
- 雨の訪問者（トニー〈ガブリエレ・ティンティ〉）※日本テレビ版
- アメリカを震撼させた夜（オーソン・ウェルズ〈ポール・シェナー〉）
- ある会社員（代表）
- 1911（袁世凱〈スン・チュン〉）
- 1922（ウィルフレッド・ジェームズ〈トーマス・ジェーン〉）
- イレイザー（ジョニー・キャステレオーネ〈ロバート・パストレリ〉）※日本テレビ版
- イントルーダー 怒りの翼（コール少佐〈ウィレム・デフォー〉）※フジテレビ版
- ウィスキー（エルマン・コレル）
- ウォーターボーイ（クライン・コーチ〈ヘンリー・ウィンクラー〉）
- ウォール街（ルー・マンハイム〈ハル・ホルブルック〉）※テレビ朝日版（追加収録部分）
- ウォリアーズ（フォックス）
- 宇宙空母ギャラクティカ（ユリ卿〈レイ・ミランド〉）※BD版
- エイリアン（ブレット〈ハリー・ディーン・スタントン〉）※ディレクターズ・カット版
- エクスタミネーター2（“X”〈マリオ・ヴァン・ピーブルズ〉）
- エルム街の悪夢（ドナルド・トンプソン〈ジョン・サクソン〉）※フジテレビ版
- エレジー（ジョージ・オハーン〈デニス・ホッパー〉）
- おじいちゃんはデブゴン（郵便配達人〈ユン・ワー〉）
- ガールフレンドデー（ガンディ〈ステイシー・キーチ〉）
- カプリコン・1（ジョン・ウォーカー〈O・J・シンプソン〉）
- カンフーハッスル（楊過〈ユン・ワー〉）
- 奇跡が降る街（フランク・ペシ・シニア〈ダニー・アイエロ〉）
- 恐怖の報酬（カッセム〈アミドウ〉）
- キョンシー（ツゥン〈リチャード・ン〉）
- キリング・フィールド（ディス・プラン〈ハイン・S・ニョール〉）
- クール・ランニング（アーヴィング・ブリッツァー〈ジョン・キャンディ〉）※ソフト版
- グッドモーニング・プレジデント（キム・ジョンホ〈イ・スンジェ〉）
- グライド・イン・ブルー（ジョン・ウィンターグリーン〈ロバート・ブレイク〉）
- クレオパトラ（アポロドラス）※日本テレビ版
- ゲート2/デモンボーイズ（アート）
- ゴーストシップ（マーフィー〈ガブリエル・バーン〉）
- ゴーストバスターズ（ピーター・ヴェンクマン博士〈ビル・マーレイ〉）※テレビ朝日版
- ゴールデン・ボーイ 危機また危機（ルーディ・バッティ〈ジュリアーノ・ジェンマ〉）
- 殺しのリハーサル（フランク〈ウィリアム・ラス〉）
- サーホー（ロイ〈ジャッキー・シュロフ〉[47]）
- サイドキックス（ミスター・リー〈マコ岩松〉）
- ザ・ダイバー/炎の脱出（ベン・ラフォルシュ〈グレゴリー・ハリソン〉）
- サテリコン（エンコルピオ〈マーティン・ポッター〉）
- サバイバー（ビル〈ロバート・フォスター〉）
- ザ・パッセージ/ピレネー突破口（フォン・バーコウ大尉〈マルコム・マクダウェル〉）
- ザ・フライ（ステイシス・ボランズ〈ジョン・ゲッツ〉）
- ザ・フラッシュ2（ジェームズ・ジェシー〈マーク・ハミル〉）※VHS版
- サンダーアーム/龍兄虎弟（魔王）※ソフト版
- サンタ・バディーズ 小さな5匹の大冒険（スタン・クルージ〈クリストファー・ロイド〉）
- 地獄の黙示録（シェフ〈フレデリック・フォレスト〉）※テレビ東京版
- 死の接吻（ダン・コレリ〈ジェームズ・ルッソ〉）※VHS版
- 死の標的（スクリューフェイス〈ベイジル・ウォレス〉）※テレビ朝日版
- シャーロック・ホームズ（レストレード警部〈エディ・マーサン〉）※テレビ朝日版
- ジャッキー・チェンの必殺鉄指拳（無宿大将〈七変化の男〉〈ユエン・シャオティエン〉[48]）※ソフト版
- シャドーチェイサー/地獄の殺戮アンドロイド（トレヴェニアン〈ポール・コスロ〉）
- 13日の金曜日 PART6 ジェイソンは生きていた!（ギャリス保安官）
- 処刑人II（ザ・ローマン〈ピーター・フォンダ〉）
- ジョニー・カパハラ/究極のビッグ・ウェーブ（ジョニー・ツナミ〈ケイリー＝ヒロユキ・タガワ〉）
- ジョン・カーペンターの要塞警察（ビショップ警部補〈オースティン・ストーカー〉）
- ジョン・キャンディの大進撃（バド・ブーマー保安官〈ジョン・キャンディ〉）
- シンデレラ・ボーイ（トム・スティルウェル）
- スーパーフライ（エディ〈カール・リー〉）
- スーパーマンIII/電子の要塞（ガス・ゴーマン〈リチャード・プライヤー〉）
- スコーピオン・キング4（ソレル〈バリー・ボストウィック〉）
- スター・ウォーズ エピソード5/帝国の逆襲（ランド・カルリジアン男爵〈ビリー・ディー・ウィリアムズ〉）※劇場公開版
- スター・ファイター（ズアー）
- スタンピード（アレックス・ボーエン〈ブライアン・キース〉）※ソフト版
- ステート・オブ・グレース（ジャッキー・フラネリ〈ゲイリー・オールドマン〉）※VHS版
- スティーヴン・キング/痩せゆく男（ビリー・ハレック〈ロバート・ジョン・バーク〉）
- セントラル・ステーション（セザール）
- ゾンビ伝説（ペイトロー〈ゼイクス・モカエ〉）
- TAICHI/太極 ゼロ（大叔父〈フォン・ツイファン〉）
- TAICHI/太極 ヒーロー（大叔父〈フォン・ツイファン〉）
- ダイブ/深海からの帰還（グンナー）
- 大陸横断超特急（グローヴァー・モルドゥーン〈リチャード・プライヤー〉）※LD版
- 桃さんのしあわせ（キンさん）
- デッドチェイス'90・地獄のハイウェイ（オズボーン〈グレゴリー・スコット・カミンズ〉）
- デッドマン（ノーボディ〈ゲイリー・ファーマー〉）
- デューン/砂の惑星（ウラディミール・ハルコネン男爵〈ケネス・マクミラン〉）※日本テレビ版
- デンジャラス・ラン（ハーラン・ウィットフォード〈サム・シェパード〉）※ソフト版
- トータル・リコール（ベニー）※テレビ朝日版
- ドゥームズデイ（マーカス・ケイン博士〈マルコム・マクダウェル〉[49]）※ソフト版
- トゥルーライズ（アジズ〈アート・マリック〉）※ソフト版
- 飛べ!フェニックス（ハインリッヒ・ドーフマン〈ハーディ・クリューガー〉）※フジテレビ版
- ドラゴンロード（審判〈フォン・ファン〉[50]）※ソフト版
- ナイルの宝石（ジャック・コルトン〈マイケル・ダグラス〉）※フジテレビ版
- ナチュラル・ボーン・キラーズ（ドワイト・マクラスキー〈トミー・リー・ジョーンズ〉）
- ナビゲイター（ビル・フリーマン〈クリフ・デ・ヤング〉）※日本テレビ版
- ニコラスの贈りもの（レッジ〈アラン・ベイツ〉）※NHK-BS2版
- ニンジャII/修羅ノ章（ブレイデン）
- ノース・ダラス40（セス・マクスウェル〈マック・デイヴィス〉）
- ハード・ウェイ（ジョン・モス〈ジェームズ・ウッズ〉）※ソフト版
- 背徳の囁き（デニス・ペック〈リチャード・ギア〉）
- 爆走!（ジョン・タルボット〈バリー・ニューマン〉）
- バタリアン（フレディ〈トム・マシューズ〉）
- バタリアン2（ジョーイ〈トム・マシューズ〉）
- バレット モンク（コジマ〈マコ岩松〉）※テレビ東京版
- ハンニバル（メイスン・ヴァージャー〈ゲイリー・オールドマン〉）※テレビ朝日版
- ピアノ・レッスン（ジョージ・ベインズ〈ハーヴェイ・カイテル〉）
- ビートルジュース（ビートルジュース〈マイケル・キートン〉）※機内上映版[51]
- ビッグゲーム 大統領と少年ハンター（ハーバート〈ジム・ブロードベント〉）
- ヒッチハイク（アダム・コーニッツ〈デヴィッド・ヘス（英語版）〉）
- ビバリーヒルズ・コップ2（マックスウェル・デント〈ユルゲン・プロホノフ〉）※フジテレビ版
- 評決のとき（カール・リー・ヘイリー〈サミュエル・L・ジャクソン〉）※フジテレビ版
- ファイナル・ドラゴン（七太爺〈トン・リン〉[52]）
- フォーリング・ダウン（Dフェンス〈マイケル・ダグラス〉）※ソフト版
- フォレスト・ガンプ/一期一会（ダン・テイラー中尉〈ゲイリー・シニーズ〉）※日本テレビ版
- ブラインド・フューリー（フランク・デブロー〈テリー・オクィン〉）
- ブラドック/地獄のヒーロー3（クック将軍〈アキ・アレオン〉）
- フリービーとビーン/大乱戦（ビーン〈アラン・アーキン〉）※テレビ朝日版
- 不倫の残り香（チャーリー・ルブラン〈バート・レイノルズ〉）
- プロジェクトA（海上警察司令官）※WOWOW版
- プロジェクトA2 史上最大の標的（チー総監）※ソフト版
- フロム・ダスク・ティル・ドーン2（オーティス・ローソン保安官〈ボー・ホプキンス〉）
- ベイブ/都会へ行く（ブルテリア〈スタンリー・ラルフ・ロス〉）※日本テレビ版
- ベスト・キッド（ジョン・クリース〈マーティン・コーヴ〉）※テレビ朝日版
- 暴力教室'88（リック〈ジェームズ・ベルーシ〉）
- ホーンテッドマンション（エズラ〈ウォーレス・ショーン〉）
- マスク・オブ・ゾロ（ドン・ディエゴ・デ・ラ・ベガ〈アンソニー・ホプキンス〉）※日本テレビ版
- マトリックス（サイファー〈ジョー・パントリアーノ〉）※フジテレビ版
- 真昼の死闘（ホーガン〈クリント・イーストウッド〉）※テレビ東京版
- マンハッタン（アイザック・デイヴィス〈ウディ・アレン〉）
- ミクロキッズ3（ゴードン・サリンスキー〈スチュアート・パンキン〉）
- ミッション:インポッシブル（キトリッジ（指令の声）〈ヘンリー・ツェニー〉）※ソフト版
- ミッドナイトヒート（カール・マッドソン〈デニス・ホッパー〉）※テレビ東京版
- ミュータント・ニンジャ・タートルズ:影〈シャドウズ〉（スプリンター）
- 未来警察（ルーサー〈ジーン・シモンズ〉）
- 未来は今（シドニー・J・マスバーガー〈ポール・ニューマン〉）※パイオニアLDC版
- ミリオンダラー・ベイビー（フランキー・ダン〈クリント・イーストウッド〉）※ソフト版
- モータル・コンバット（シャン・ツン〈ケイリー＝ヒロユキ・タガワ〉）※旧ソフト版
- モンキー・マジック 孫悟空誕生（東海龍王〈リウ・ホア〉）
- ヤングマスター 師弟出馬（アーサク〈フォン・ファン〉[53]）※ソフト版
- U・ボート（機関長）※フジテレビ版
- 雪のビッグ・ウェーブ（ジョニー・ツナミ〈ケイリー＝ヒロユキ・タガワ〉）
- 48時間（アルバート・ガンツ〈ジェームズ・レマー〉）※日本テレビ旧録版
- 48時間PART2/帰って来たふたり（ベン・キーホー〈ブライオン・ジェームズ〉）※フジテレビ版
- ラストUボート（レーラー副長〈ウルリッヒ・トゥクル〉）
- ランボー/怒りの脱出（マードック司令官〈チャールズ・ネイピア〉）※フジテレビ版
- リトル・ジャイアンツ（ケヴィン・オシェイ〈エド・オニール〉）
- レイダース/失われたアーク《聖櫃》（トート〈ロナルド・レイシー〉）※ソフト版
- レッド・バロン（ロイ・ブラウン）
- ローグ・ワン/スター・ウォーズ・ストーリー（ラダス提督）
- ロックアップ（ダラス〈トム・サイズモア〉）※日本テレビ版
- ロング・トレイル!（スティーヴン・カッツ〈ニック・ノルティ〉）
- ロング・ライダーズ（ジム・ヤンガー〈キース・キャラダイン〉）
- ロンドン・ヒート（ジャック・リーガン〈レイ・ウィンストン〉）

#### ドラマ
- 悪魔の異形 #7（チャック・スピラーズ〈ブライアン・コックス〉）
- アラン・ドロンの刑事物語（オーシュ警視）
- ER XIV 緊急救命室 #13（ロバート・トルーマン〈ジョナサン・バンクス〉）
- イップ・マン（チャン・ワーソン（中国語版））
- NCIS 〜ネイビー犯罪捜査班
  - シーズン2 #8（ヒトシ・ヨシダ〈ロイド・キノ〉）
  - シーズン11 #17（マンハイム・ゴールド〈キース・キャラダイン〉）
- NCIS: ニューオーリンズ シーズン1 #9（トム・ハミルトン〈ディーン・ストックウェル〉）
- エレメンタリー ホームズ&ワトソン in NY シーズン3 #23 （パット警視副総監〈ケヴィン・オルーク〉）
- Empire 成功の代償シーズン1 #12（トニー・トリヒター）
- クッキ 〜菊熙〜（チャン・テファ〈チョン・ムソン〉）
- クリミナル・マインド9 FBI行動分析課 #20（マラカイ・リー 〈トビン・ベル〉）
- ゲーム・オブ・スローンズ（ハイ・スパロウ〈ジョナサン・プライス〉）
- 刑事コロンボシリーズ
  - 刑事コロンボ 黄金のバックル（ミルトン・シェイファー〈ピーター・フィーブルマン〉）
  - 新・刑事コロンボ 汚れた超能力（ハロー〈アラン・ファッジ〉）
  - 新・刑事コロンボ 奇妙な助っ人（グレアム・マクベイ〈ジョージ・ウェント〉）
- 孔子春秋（孔叔梁〈ワン・シュエチー〉）
- 個人の趣向（パク・チョラン）
- こちらブルームーン探偵社
  - シーズン1 #5（ロドニー・ディロン〈ヴィンセント・スキャヴェリ〉）
  - シーズン2 #17（ロジャー・クレメンス〈ジェフリー・デマン〉）
  - シーズン5 #13（マーク・チャーノック〈ジェームズ・スティーヴンス〉）
- 三国志 Three Kingdoms（曹操〈陳建斌〉）
- CSI:科学捜査班（D・B・ラッセル〈テッド・ダンソン〉）
- CSI:サイバー2（D・B・ラッセル〈テッド・ダンソン〉）
- シャーロック・ホームズの冒険
  - 海軍条約事件（パーシー・フェルプス）
  - 四人の署名（サディアス&バーソロミュー・ショルトー〈ロナルド・レイシー〉）
  - 金縁の鼻眼鏡（ホプキンズ警部）
- 宿敵 因縁のハットフィールド&マッコイ（ジム・ヴァンス〈トム・ベレンジャー〉）
- 将軍 SHŌGUN（ヴィンク）
- 恕の人 -孔子伝-
- 新アウターリミッツ（サイモン・クレス博士〈ボー・ブリッジス〉、ダン・ケイガン〈ダニエル・ボールドウィン〉）
- 新エアーウルフ 復讐編（ジェイソン・ロック〈アンソニー・シャーウッド〉）
- 曹操 -乱世奸雄-（董卓〈シー・リーミン〉）
- 続ハリーズ・ロー 裏通り法律事務所（ヴィニー）
- 第一容疑者1 連鎖（テレンス・アムソン巡査部長）
- 第一容疑者2 顔のない少女（ヴァーノン・アレン）
- 第一容疑者6 死者の香水（トム・ミッチェル主任警部）
- TABOO（スチュアート・ストレンジ〈ジョナサン・プライス〉）
- 地上最強の美女たち!チャーリーズ・エンジェル シーズン1 #1（テッド・ケイル）、#22（ジョン・バートン〈ダーク・ベネディクト〉）
- TVキャスター マーフィー・ブラウン（フランク・フォンタナ〈ジョー・レガルブート〉）
- デスパレートな妻たち5（イーライ・スラッグス〈ボー・ブリッジス〉）
- ドラマ 東京裁判（デルフィン・ハラニーリャ判事）
- トンイ（チュ・ヒョウオ〈チョン・ホジン〉）
- PERSON of INTEREST 犯罪予知ユニット（特別法務官 / ペンシルバニア・トゥー〈ジェイ・O・サンダース〉）
- 遥かなる西部（リーヴァイ・ゼント〈グレゴリー・ハリソン〉）
- HAWAII FIVE-0
  - シーズン4 #17（エディ・ウィリアムズ〈トム・ベレンジャー〉）
  - シーズン5 #12（アレックス・マッキー〈グレゴリー・イッツェン〉）
  - シーズン8 #2 （クリス・リード捜査官〈ボブ・マクラッケン〉）
- THE BLACKLIST/ブラックリスト（サム・ミルホーン〈ウィリアム・サドラー〉）
- BONES シーズン5 #20（エイブラムス保安官〈ウェイド・ウィリアムズ〉）
- ホワイトカラー（スタンズラー〈リチャード・シフ〉）
- ミス・マープル バートラム・ホテルにて（マイケル・ゴーマン）
- 名探偵ポワロ ※NHK版
  - ジョニー・ウェイバリー誘拐事件（ウェイバリー）
  - スタイルズ荘の怪事件（ジョン）
  - 猟人荘の怪事件（ロジャー）
- ヤングライダーズ シーズン1 #1（スカーフェイス）
- リーサル・ウェポン シーズン1 #11（サミュエル・ペトリー〈ブレット・ライス〉）
- レディプレジデント〜大物（ペク・ソンミン〈イ・スンジェ〉）
- ONE PIECE（ゼフ）

#### アニメ
- カンフー・パンダ3（シーフー老師）
  - カンフー・パンダ4 伝説のマスター降臨[54]
- 天使のわんちゃん チャーリーとイッチー（カーフェイス）
- トイ・ストーリー2（アル・マクウィギン）
- トロールズ ミュージック★パワー（スラッシュ王[55]）
- バーフバリ 失われた伝説（プラダン・グル[56]）
- フリージ（婚約者）
- ライオン・キングのティモンとプンバァ（バンザイ）

#### 人形劇
- 恐竜家族（アール・シンクレア）

### 特撮
- ファイヤーマン（1973年、バローグ星人の声）

### 人形劇
- 人形歴史スペクタクル 平家物語（平宗盛、平忠度、金売吉次）

### CM
- マクドナルド ごはんチキンタツタ（ゼフ〈声〉）

### その他
- フィール・ザ・マジック（バンザイ）

## 受賞歴
2015年度
- 第25回東京スポーツ映画大賞・助演男優賞（『龍三と七人の子分たち』） ※ 近藤正臣、中尾彬、品川徹、伊藤幸純、吉澤健、小野寺昭、安田顕と共に受賞 [57]